# Distretto di Ayauca
Il distretto di Ayauca è uno dei trentatré distretti della provincia di Yauyos, in Perù. Si trova nella regione di Lima e si estende su una superficie di 438,79 chilometri quadrati.
Istituito il 16 agosto 1920, ha per capitale la città di Ayauca.